# Link Sar
Der Link Sar ist ein 7041 m hoher Berg in Gilgit-Baltistan in Pakistan.

## Lage
Er befindet sich in den Masherbrum-Bergen im Karakorum. Seine Nachbarn sind der 6934 m hohe K7 im Norden und der 7282 m hohe K6. Auf der Westseite befindet sich der Charakusagletscher, der nach Nordwesten zum Flusstal des Hushe fließt. Im Osten liegt der Kaberigletscher, der nach Süden abfließt.

## Besteigungsgeschichte
1964 versuchte eine Gruppe deutscher Bergsteiger aus Berlin (Dieter Hilliges, Norbert Körbler, Peter Lipp, Ulrich Roloff), den benachbarten Berg K6 vom Kundusgletscher her zu besteigen. Zum Aufstieg nutzten sie eine Route über den Link Sar. Sie scheiterten wegen schlechter Witterungsbedingungen auf ca. 6500 m Höhe. Im Anschluss kartographierten sie den Berg auf ihrer Seite, ermittelten eine Höhe von 7041 m und tauften den Berg Berliner, der Name konnte sich jedoch nicht durchsetzen.
Im Sommer 2015 scheiterten Andy Houseman und Jon Griffith mit dem Versuch, den Link Sar zu besteigen. Sie erreichten jedoch am 18. August den 6938 m hohen Nebengipfel Link Sar West.
Am 5. August 2019 gelang den US-Amerikanern Graham Zimmerman, Steve Swenson, Chris Wright und Mark Richey die Erstbesteigung des technisch anspruchsvollen Hauptgipfels durch die Südostwand. Sie erhielten dafür 2020 den Piolet d’Or.